# Lunxhëri
Lunxhëri es un municipio del distrito de Gjirokastër, en el condado de Gjirokastër, Albania. 
Se encuentra ubicado al sur del país, cerca de la costa del mar Adriático, al oeste, y de la frontera con Grecia, al este, con una población a finales del año 2011 de 1941 habitantes.